# Peer-to-peer pojištění
Peer-to-peer pojištění (také sociální pojištění nebo zkráceně P2P pojištění, dříve vzájemné pojištění) je typ pojištění vycházející z konceptu sdílené ekonomiky. Název odkazuje k typu počítačových sítí, v nichž jednotky komunikují jako rovný s rovným, tj. sítí, které nefungují na schématu server-klient nebo centrum–periferie.
Peer-to-peer pojištění je postaveno na vzájemných vazbách mezi pojištěnci, kteří vkládají peníze za pojistné do společného fondu. Z něj pak mají možnost získat jako benefit část zisku pojišťovny – na rozdíl od klasického pojištění, kde se ziskem hospodaří jen pojišťovna. Peer-to-peer pojištění také klade větší důraz na odpovědnost pojištěnců.

## Princip peer-to-peer pojištění
Hlavním smyslem peer-to-peer pojištění je zlevnění pojišťovacích služeb a zjednodušení celého pojišťovacího procesu, který se do určité míry obejde bez klasické, zavedené pojišťovny. Peer-to-peer pojištění stojí na drobných skupinách pojistníků, které vytvářejí společný finanční základ. V případě, že některý z pojistníků vznese nárok na úhradu škody, je škoda z tohoto základu vyplacena. Pokud pojistník nenahlásí za určité období (zpravidla rok) pojistnou událost, vrací se mu část pojistného zpět, nebo se mu snižuje cena pojistného na další období. Výhody systému jsou větší, pokud pojistnou událost nenahlásí žádný z dalších pojistníků ve skupině. V případě vyčerpání společného fondu mohou být ve skupině pojistníků zaváděny zvláštní, zvýšené taxy za pojištění. Významnou roli tak hraje množství pojistných událostí, které se v rámci skupiny pojistníků řeší. Dojde-li k pojistné události, která přesahuje možnosti společného fondu (tj. peněz od pojistníků), vstupuje do hry klasická pojišťovnická instituce, s níž má skupina sjednanou dohodu o krytí.
Skupiny pojistníků představují typ sociálních sítí, které mohou vznikat i na základě online kontaktů. Tím architektura peer-to-peer pojišťoven připomíná platformy typu Facebook. Jedinou podmínkou je, že všichni členové skupiny musí mít stejný typ pojištění, proto nabídka peer-to-peer pojišťoven většinou zahrnuje základní a nejčastější typy pojištění – pojištění vozidla (havarijní pojištění), domácnosti, odpovědnosti za škodu nebo úrazové pojištění.
Peer-to-peer pojištění navazuje na obdobné změny, které vnesla nová komunikační infrastruktura do mnoha oblastí lidského života. Online komunikační platformy dnes umožňují uživatelům přímé vzájemné kontakty a přímé zprostředkování zboží a služeb bez potřeby zapojení centrální instituce. Na podobném principu jsou založeny např. sdílení automobilů (car sharing), nejrůznější ubytovací a cestovatelské služby (např. CouchSurfing, Airbnb), ale i řada finančních operací jako peer-to-peer půjčky nebo prodej valut bez bankovních poplatků. Někdy se v souvislosti s peer-to-peer pojištěním mluví o revoluci v pojišťovnictví, zejména proto, že tento typ pojištění převrací základní logiku pojišťovnického byznysu: namísto sdílení rizika totiž zdůrazňuje sdílení odměny. Stejně tak se ale objevují i rezervované hlasy a kritika. V počátcích svého rozvoje měly například start-upy zaměřené na peer-to-peer pojištění problém přesvědčit ke spolupráci zavedené pojišťovnické instituce.
Z pohledu zákazníka rozdíl mezi tradiční a peer-to-peer pojišťovnou shrnuje následující tabulka:
| Zákazník tradiční pojišťovny                                                                         | Zákazník pojišťovny s P2P přístupem |
| --- | --- |
| Pojištění je nerovný vztah mezi velkou společností a mnou – drobným klientem.                        | Pojištění je vztah mezi lidmi hledajícími zajištění svých rizik. Pojišťovna nám pomáhá při administraci tohoto pojištění. |
| Pojišťovna po mně chce peníze a neřekne mi, jaké jsou její náklady atd. Je drahá a netransparentní.  | Pojišťovna jasně říká, jaká část pojistného je určena na pokrytí nákladů spojených s administrací pojištění pro své klienty. Zbylá část "patří" nám, klientům a použije se pouze tehfy, pokud se někomu z nás stane pojistná událost.                                |
| Pojištění je divný produkt: platím peníze, abych je dostal zpět, jen když se mi stane něco špatného. | Moje peníze vložené do pojištění vždy pomáhají: buď mně při pojistné události, nebo ostatním členům, když se stane něco špatného jim. Pojišťovna nás pravidelně informuje o všech pojistných událostech. Pojistné není až tak poplatkem, jako spíš příspěvkem/darem. |
| Pokud dobře chráním sebe/svůj majete, nic nedostanu zpět.                                            | Všechno nespotřebované pojistné je rozděleno zpět mezi nás a pojišťovnu dle férového principu. Členové bez pojistné události dostanou více než ti s pojistným plněním.                                                                                               |

## Historie a vývoj peer-to-peer pojištění
Peer-to-peer pojištění odkazuje k samotným kořenům moderního pojišťovnictví. Princip pojištění v zásadě spočívá v tvorbě sociálních sítí, jejichž cílem je snižování rizik, případně podpora v nouzi. V minulosti podobné sociální sítě tvořili například loďaři, hospodáři nebo organizace hasičů či horníků, jejichž snahou bylo diverzifikovat rizika a rozložit jejich dopady. V českých zemích se hovořilo o vzájemném pojištění a vzájemných pojišťovnách, obdobě svépomocných bank - Kampeliček. Peer-to-peer pojištění funguje na velmi podobných základech, jen pro tvorbu sítí využívá možnosti současné komunikační infrastruktury.
Za průkopníka online peer-to-peer pojištění je považována berlínská společnost Alecto GmbH. Ta jako první uvedla v roce 2010 peer-to-peer pojištění na německý trh pod značkou Friendsurance. Friendsurance využívá sociálních sítí a funguje ve spojení se zavedenými pojišťovnickými společnostmi. Platforma, na níž služba funguje, umožňuje zákazníkům propojovat se s dalšími lidmi a vytvářet si vlastní pojistné sítě. Členové sítě přijímají závazky hradit případné škody ostatních členů sítě do určité výše. Čím větší síť je, tím větší pojistnou událost je schopna hradit. Provozovatel podporuje své zákazníky jen v případě, že částka za pojistnou událost převyšuje finanční možnosti dílčí pojistné sítě.
V roce 2014 se peer-to-peer pojištění rozšířilo do Velké Británie, kde svou činnost zahájil projekt Guevara. Ten se zaměřuje především na pojištění vozidel. Projekt pracuje s dílčími skupinami pojistníků, které vytvářejí svůj vlastní fond. Peníze z tohoto fondu patří jen skupině. Pokud členové skupiny jednají zodpovědně a nemají výraznější pojistné události, znamená to pro všechny snížení ceny pojistného (uvádí se až 50 %).
V roce 2015 se koncept dál rozšířil. Start-up PeerCover nabízí peer-to-peer pojištění na Novém Zélandu, služba InsPeer ve Francii. Projekt InsPeer sám sebe označuje za peer-to-peer pojištění 2.0. Na rozdíl od svých předchůdců totiž nepožaduje platbu do společného fondu předem, ale až v okamžiku, kdy někdo ze členů sítě vznese požadavek na pokrytí pojistné události. Členové sítě se zavazují k výši částky, kterou v případě nutnosti svým členům poskytnou, ale neplatí ji, dokud se nic nestane. Zisk projektu tvoří provize z následných plateb.
V červenci 2015 získala od České národní banky licenci První klubová pojišťovna, první peer-to-peer pojišťovna na českém trhu. Pilotní provoz odstartovala v září 2015.
Na konci roku 2015 získala americká společnost Lemonade příslib investice od technologické firmy Sequoia Capital, která investovala mj. do rozvoje YouTube. Tato událost byla označena jako přelomová pro další rozšíření konceptu peer-to-peer pojištění.